# Rísovi
Rísovi (del ruso: Ри́совый) es un posiólok del raión de Slaviansk del krai de Krasnodar, en el sur de Rusia. Está situado a orillas de uno de los canales que riegan los arrozales enmarcados entre los distributarios del delta del Kubán, 17 km al norte de Slaviansk-na-Kubani y 99 al noroeste de Krasnodar, la capital del krai. Tenía 1 728 habitantes en 2010.
Es cabeza del municipio Risovoye.

## Historia
La localidad fue fundada en 1957 y registrada como unidad administrativa independiente el 10 de julio de 1963. Fue erigida por los trabajadores de los arrozales, de ahí su nombre, que significa "arrocero".

## Lugares de interés
En un parque de la población se halla un monumento a los caídos en la defensa y liberación de la región entre 1942 y 1943.
En la década de 1980, 4 km al noreste de la localidad se encontraron durante los trabajos de construcción del sistema de arrozales los restos de un asentamiento de entre los siglos VI y siglo III.

## Economía
Las principales empresas, dedicadas al sector agrícola, son: OOO Agrofirma Slavianskaya (antiguo sovjoz Slavianski, organizado en 1956) y la OOO Gorizont. Cerca de la Casa de Cultura se halla un monumento a Lenin.

## Servicios sociales
En lo que respecta a la cultura y la educación Rísovi dispone del jardín de infancia nº28, de la escuela nº56, la Casa de Cultura, y una biblioteca. En la localidad existe un punto de atención médica.